# Geum rupestre
Geum rupestre är en rosväxtart som först beskrevs av Tse Tsun Yu och C.L.Li, och fick sitt nu gällande namn av Jenny E.E. Smedmark. Geum rupestre ingår i släktet nejlikrotsläktet, och familjen rosväxter. Inga underarter finns listade i Catalogue of Life.